# Bicaz: Cota 563
Bicaz, cota 563 este un film românesc din 1959 regizat de Mirel Ilieșiu.